# Diplocentrus kraepelini
Espèce
Diplocentrus kraepelini est une espèce de scorpions de la famille des Diplocentridae.

## Distribution
Cette espèce est endémique de l'État d'Oaxaca au Mexique. Elle se rencontre vers San Cristóbal Suchixtlahuaca et San Bartolo Soyaltepec.

## Description
Le mâle holotype mesure 49,9 mm et la femelle paratype 48,9 mm.

## Étymologie
Cette espèce est nommée en l'honneur de Karl Matthias Friedrich Magnus Kraepelin.

## Publication originale
- Santibanez-Lopez, Francke & Prendini, 2013 : Systematics of the keyserlingii group of Diplocentrus Peters, 1861 (Scorpiones: Diplocentridae), with descriptions of three new species from Oaxaca, Mexico. American Museum Novitates, no 3777, p. 1-47 (texte intégral).